# Donald Brun
 (août 2025).
La mise en forme du texte ne suit pas les recommandations de Wikipédia : il faut le « wikifier ».
Les points d'amélioration suivants sont les cas les plus fréquents. Le détail des points à revoir est peut-être précisé sur la page de discussion.
- Les titres sont pré-formatés par le logiciel. Ils ne sont ni en capitales, ni en gras.
- Le texte ne doit pas être écrit en capitales (les noms de famille non plus), ni en gras, ni en italique, ni en « petit »…
- Le gras n'est utilisé que pour surligner le titre de l'article dans l'introduction, une seule fois.
- L'italique est rarement utilisé : mots en langue étrangère, titres d'œuvres, noms de bateaux, etc.
- Les citations ne sont pas en italique mais en corps de texte normal. Elles sont entourées par des guillemets français : « et ».
- Les listes à puces sont à éviter, des paragraphes rédigés étant largement préférés. Les tableaux sont à réserver à la présentation de données structurées (résultats, etc.).
- Les appels de note de bas de page (petits chiffres en exposant, introduits par l'outil «  Source ») sont à placer entre la fin de phrase et le point final[comme ça].
- Les liens internes (vers d'autres articles de Wikipédia) sont à choisir avec parcimonie. Créez des liens vers des articles approfondissant le sujet. Les termes génériques sans rapport avec le sujet sont à éviter, ainsi que les répétitions de liens vers un même terme.
- Les liens externes sont à placer uniquement dans une section « Liens externes », à la fin de l'article. Ces liens sont à choisir avec parcimonie suivant les règles définies. Si un lien sert de source à l'article, son insertion dans le texte est à faire par les notes de bas de page.
- La présentation des références doit suivre les conventions bibliographiques. Il est recommandé d'utiliser les modèles {{Ouvrage}}, {{Chapitre}}, {{Article}}, {{Lien web}} et/ou {{Bibliographie}}. Le mode d'édition visuel peut mettre en forme automatiquement les références.
- Insérer une infobox (cadre d'informations à droite) n'est pas obligatoire pour parachever la mise en page.

Pour une aide détaillée, merci de consulter Aide:Wikification.
Si vous pensez que ces points ont été résolus, vous pouvez retirer ce bandeau et améliorer la mise en forme d'un autre article.
Donald Brun, né le 30 octobre 1909 à Bâle et mort le 15 août 1999 à Clarens, est un graphiste et illustrateur suisse connu pour ses illustrations publicitaires.

## Biographie
Il a travaillé pour des marques comme Persil, Gauloise, Bell et Bata, la multinationale Nestlé, l'industrie pharmaceutique Sandoz, l'aviation Swissair et Sabena, le secteur horloger Certina.
Il a aussi participé à plusieurs expositions en Suisse et à l'étranger. Ainsi, il a réalisé des stands originaux pour la Foire suisse d'échantillons de Bâle.
En 1950, il cofonde l'Alliance Graphique Internationale.

## Archives
Fonds d’atelier Donald Brun (1932-1970) [Environ 3 000 documents composent le fonds d'atelier, soit environ 200 affiches et matériel publicitaires produits, des documents commerciaux, des justificatifs et dessins originaux, des archives personnelles (documentation commerciale, papier à en-tête, cartes de vœux), des documents originaux de la main de l’artiste et des œuvres originales offertes par ses proches collaborateurs, des photographies et clichés de stands sous la forme de projets (maquettes) et de justificatifs (reportages photographiques).]. Genève : Bibliothèque de Genève (présentation en ligne).

## Galerie

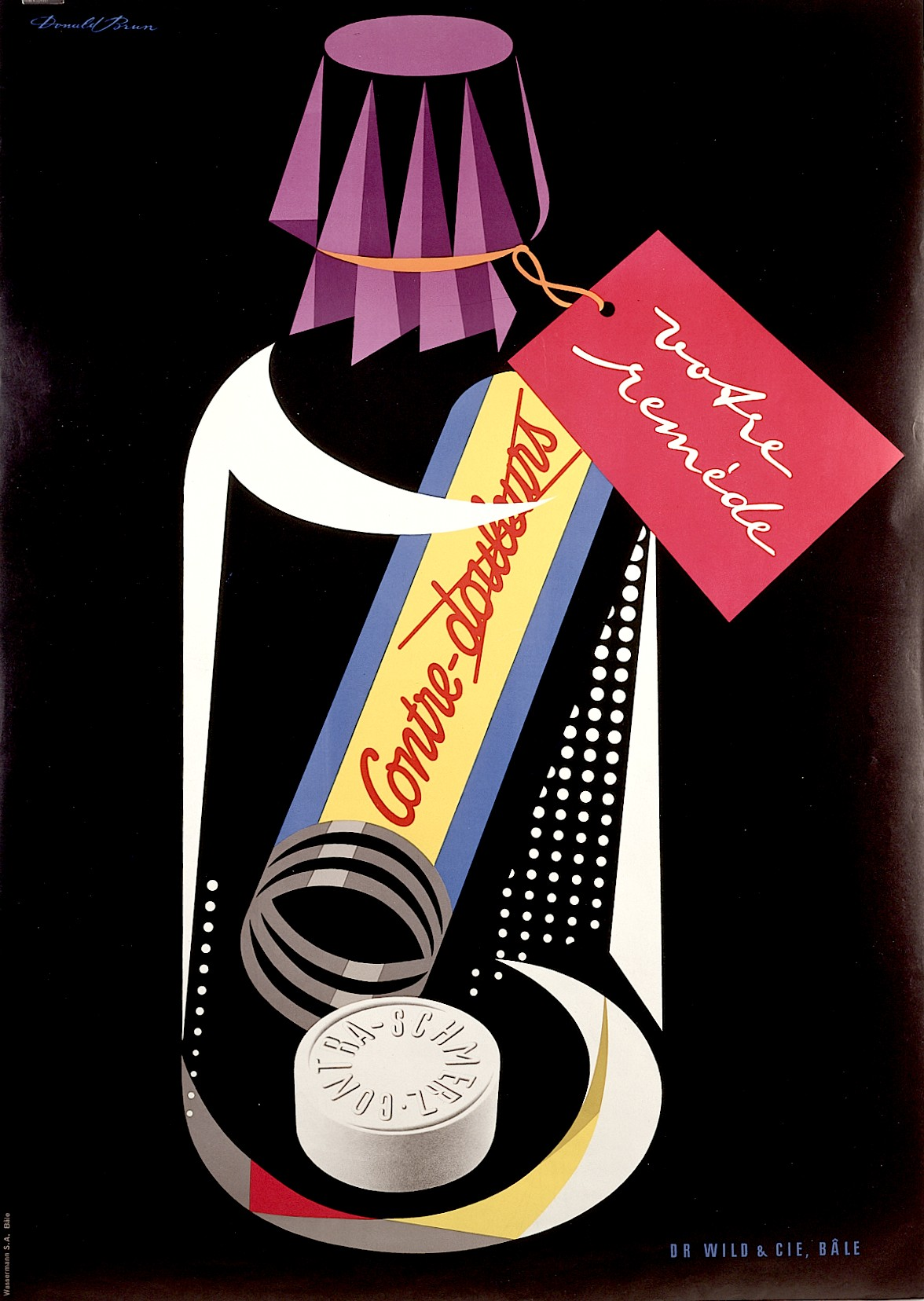
Publicité des années 1950
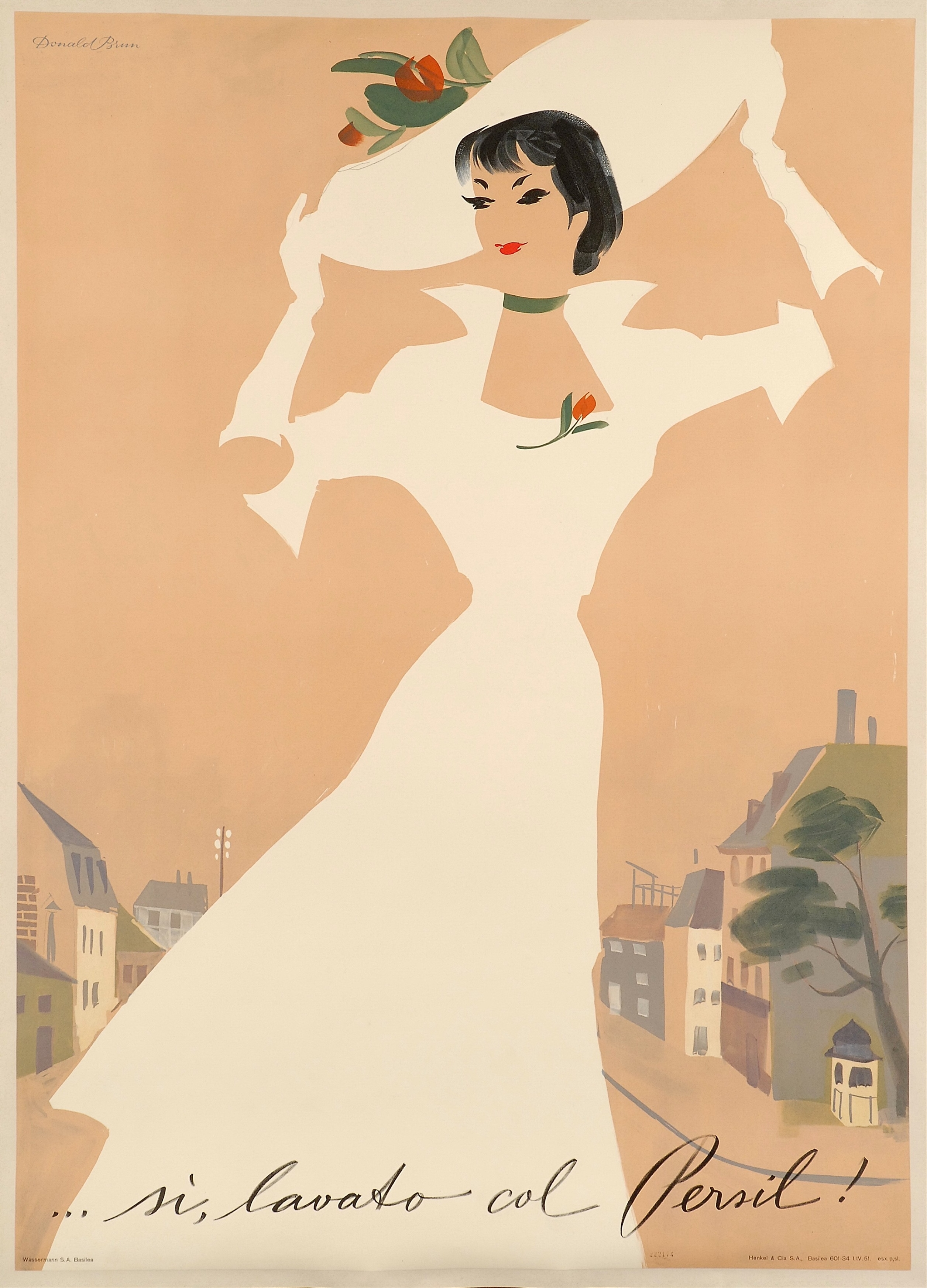
Publicité pour Persil, 1951